# Renée Zellweger
Renée Kathleen Zellweger (Katy, 25 aprile 1969) è un'attrice statunitense.
Giunge alla notorietà per i suoi ruoli in film come Jerry Maguire (1996), La voce dell'amore (1998) e Betty Love (2000), che le è valso il Golden Globe per la migliore attrice in un film commedia o musicale. Raggiunge la fama internazionale con il ruolo di Bridget Jones nella commedia Il diario di Bridget Jones (2001) e di Roxie Hart nel film musicale di successo Chicago (2002), per i quali ha ricevuto la sua prima e seconda nomination al Premio Oscar per la miglior attrice. Per quest'ultimo si è aggiudicata invece il suo secondo Golden Globe, un Critics' Choice Awards e due Screen Actors Guild Awards.
Per la sua performance nel dramma Ritorno a Cold Mountain (2003), la Zellweger ha vinto un Golden Globe, uno Screen Actors Guild Award, un Critics Choice Award, un Premio BAFTA e un Premio Oscar nella sezione miglior attrice non protagonista. Ha successivamente ripreso il suo ruolo di Bridget Jones nei sequel Che pasticcio, Bridget Jones! (2004), Bridget Jones's Baby (2016) e Bridget Jones - Un amore di ragazzo (2025). Dopo alcuni anni di ritiro dalle scene, la Zellweger ha ricevuto il plauso universale della critica per la sua interpretazione di Judy Garland nel film biografico Judy (2019), per il quale si è aggiudicata il Golden Globe per la migliore attrice in un film drammatico, il Critics' Choice Award per la migliore attrice in un film, lo Screen Actors Guild Award per la migliore attrice protagonista cinematografica, il BAFTA alla migliore attrice protagonista e l'Oscar alla miglior attrice.
È, inoltre, una delle sette attrici (insieme a Helen Hayes, Ingrid Bergman, Maggie Smith, Meryl Streep, Jessica Lange e Cate Blanchett) ad aver vinto il premio Oscar sia come migliore attrice protagonista sia come migliore attrice non protagonista.

## Biografia
È figlia di un ingegnere meccanico svizzero, Emil Erich Zellweger, nato ad Au nel Canton San Gallo, originario di una famiglia nobile dell'Appenzello, e di un'infermiera sami, Kjellfrid Irene Andreassen (morta nel 1995). Diplomatasi nel 1987 alla high school della sua città natale, Katy, piccolo sobborgo di Houston (Texas), Renée, appassionata ginnasta, partecipa al club di recitazione. Dopo il diploma si iscrive all'Università di Austin, dove si laurea in letteratura inglese.
Inizialmente interessata alla carriera giornalistica, il suo approccio con il mondo dello spettacolo non è diretto; in effetti, pare abbia frequentato un corso di recitazione unicamente per ampliare il suo curriculum scolastico. Questa esperienza le avrebbe fatto capire tuttavia quanto amasse recitare. Intenzionata a intraprendere la carriera di attrice, dopo la laurea inizia a fare audizioni per spot pubblicitari e piccoli film girati in Texas.

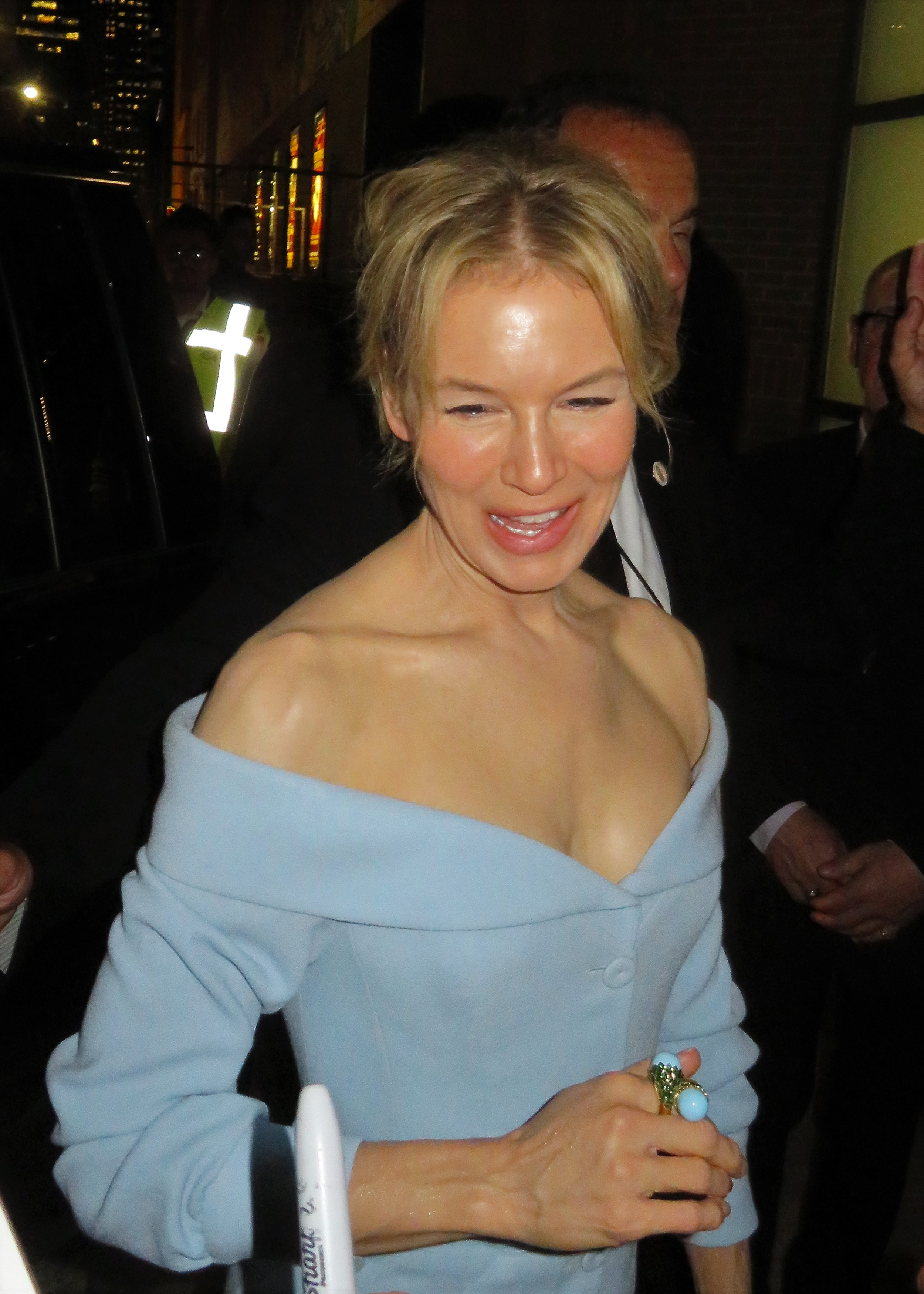
Renée Zellweger al Toronto International Film Festival per la prima di Judy (2019)

Tra i suoi primi ruoli cinematografici vi è quello nell'horror del 1994, Non aprite quella porta IV. Sul set del film però l'attrice viene a sapere di un'audizione per il film Love & una 45 (1994). Renée partecipa ai provini e si aggiudica il ruolo di protagonista. Successivamente interpreta la fidanzata di Tom Cruise in Jerry Maguire (1996), e offre una prima prova drammatica nel ruolo della giornalista in carriera che si riavvicina a sua madre quando scopre la sua malattia terminale ne La voce dell'amore (1998), al fianco di Meryl Streep.
Nel 2000 vince il primo Golden Globe per Betty Love. Il successo internazionale arriva nello stesso anno, quando interpreta con grande verve la romantica e impacciata single trentacinquenne protagonista de Il diario di Bridget Jones di Sharon Maguire, tratto dall'omonimo libro di Helen Fielding, che le varrà una nomination all'Oscar, e che nel 2004 sarà seguito da Che pasticcio, Bridget Jones!.
Successivamente spazia in molti generi cinematografici, dal musical (è una perfetta Roxie Hart nello scoppiettante Chicago (2002) di Rob Marshall) al dramma (è l'attrice a cui viene affidata la figlia di un'artista condannata per omicidio – interpretata da Michelle Pfeiffer – in White Oleander (2002)), preferendo però esibirsi nel genere a lei più consono, la commedia (interpreta in modo vivace una scrittrice pseudo-femminista corteggiata per scommessa da un giornalista sbruffone (interpretato da Ewan McGregor), in Abbasso l'amore (2003), ambientato nell'America degli anni sessanta). È per un dramma in costume però, quale Ritorno a Cold Mountain (2003), che si aggiudica un premio Oscar come miglior attrice non protagonista.
Nel 2006 Renée Zellweger interpreta la scrittrice e illustratrice Beatrix Potter, famosa per i suoi libri per bambini, nel film Miss Potter diretto da Chris Noonan, per il quale l'attrice riceve la sua sesta nomination al Golden Globe. Nel 2016 prende parte al terzo capitolo del franchise su Bridget Jones, dal titolo Bridget Jones's Baby, accanto a Colin Firth e Patrick Dempsey. Nello stesso anno è protagonista, accanto a Keanu Reeves, del thriller Una doppia verità.
Nel 2019 veste i panni di Judy Garland nel biografico Judy, riguardante gli ultimi mesi di vita della cantante Judy Garland. La pellicola fu presentata l'11 settembre al Toronto International Film Festival e venne apprezzata da parte della critica, con un particolare elogio per la performance dell'attrice. Per questa interpretazione vince un secondo Oscar, questa volta come miglior attrice protagonista.

## Vita privata
Il 9 maggio 2005 ha sposato il cantante Kenny Chesney sull'isola di Saint John, ma il 25 settembre successivo la coppia ha annunciato l'annullamento. Dal 2009 al 2011 ha avuto una relazione con l'attore Bradley Cooper.

## Filmografia

### Attrice

#### Cinema
- La vita è un sogno (Dazed and Confused), regia di Richard Linklater (1993)
- Giovani, carini e disoccupati (Reality Bites), regia di Ben Stiller (1994)
- Otto secondi di gloria (8 Seconds), regia di John G. Avildsen (1994)
- Love e una 45 (Love and a .45), regia di C. M. Talkington (1994)
- Non aprite quella porta IV (The Texas Chainsaw Massacre: The Next Generation), regia di Kim Henkel (1994)
- Empire Records, regia di Allan Moyle (1995)
- The Low Life, regia di George Hickenlooper (1995)
- Il mondo intero (The Whole Wide World), regia di Dan Ireland (1996)
- Jerry Maguire, regia di Cameron Crowe (1996)
- L'impostore (Deceiver), regia di Jonas Pate (1997)
- Il gioco dei rubini (A Price Above Rubies), regia di Boaz Yakin (1998)
- La voce dell'amore (One True Thing), regia di Carl Franklin (1998)
- Lo scapolo d'oro (The Bachelor), regia di Gary Sinyor (1999)
- Betty Love (Nurse Betty), regia di Neil LaBute (2000)
- Io, me & Irene (Me, Myself & Irene), regia dei fratelli Farrelly (2000)
- Il diario di Bridget Jones (Bridget Jones's Diary), regia di Sharon Maguire (2001)
- White Oleander, regia di Peter Kosminsky (2002)
- Chicago, regia di Rob Marshall (2002)
- Abbasso l'amore (Down with Love), regia di Peyton Reed (2003)
- Ritorno a Cold Mountain (Cold Mountain), regia di Anthony Minghella (2003)
- Che pasticcio, Bridget Jones! (Bridget Jones: The Edge of Reason), regia di Beeban Kidron (2004)
- Cinderella Man - Una ragione per lottare (Cinderella Man), regia di Ron Howard (2005)
- Miss Potter, regia di Chris Noonan (2006)
- In amore niente regole (Leatherheads), regia di George Clooney (2008)
- Appaloosa, regia di Ed Harris (2008)
- New in Town - Una single in carriera (New in Town), regia di Jonas Elmer (2009)
- Case 39, regia di Christian Alvart (2009)
- My One and Only (My One and Only), regia di Richard Loncraine (2009)
- My Own Love Song, regia di Olivier Dahan (2010)
- Una doppia verità (The Whole Truth), regia di Courtney Hunt (2016)
- Bridget Jones's Baby, regia di Sharon Maguire (2016)
- Diverso come me (Same Kind of Different as Me), regia di Michael Carney (2017)
- Qui e ora (Here and Now), regia di Fabien Constant (2018)
- Judy, regia di Rupert Goold (2019)
- Rufus Does Judy at Capitol Studios, regia di Ryan Glatt (2021)
- Bridget Jones - Un amore di ragazzo (Bridget Jones: Mad About the Boy), regia di Michael Morris (2025)

#### Televisione
- Il sapore dell'omicidio (A Taste for Killing), regia di Lou Antonio – film TV (1992)
- Senza movente (Murder in the Heartland), regia di Robert Markowitz – miniserie TV (1993)
- Shake, Battle and Rock!, regia di Allan Arkush – film TV (1994)
- Rebel Highway – serie TV, episodio 1x06 (1994)
- What/If – miniserie TV, 10 puntate (2019)
- The Thing About Pam, regia di Scott Winant, Logan Kibens e Adam Kane – miniserie TV (2022)
- Only Murders in the Building – serie TV (2025)

### Doppiatrice
- King of the Hill – serie animata, episodio 5x13 (2001)
- Shark Tale, regia di Vicky Jenson e Bibo Bergeron (2004)
- Club Oscar, regia di Bibo Bergeron, Vicky Jenson e Rob Letterman – cortometraggio (2005)
- Bee Movie, regia di Steven Hickner e Simon J. Smith (2007)
- Mostri contro alieni (Monsters vs. Aliens), regia di Rob Letterman e Conrad Vernon (2009)

## Riconoscimenti
- Premio Oscar
  - 2002 – Candidatura alla migliore attrice per Il diario di Bridget Jones
  - 2003 – Candidatura alla migliore attrice per Chicago
  - 2004 – Migliore attrice non protagonista per Ritorno a Cold Mountain
  - 2020 – Migliore attrice per Judy

- Golden Globe
  - 2001 – Migliore attrice in un film commedia o musicale per Betty Love
  - 2002 – Candidatura alla migliore attrice in un film commedia o musicale per Il diario di Bridget Jones
  - 2003 – Migliore attrice in un film commedia o musicale per Chicago
  - 2004 – Migliore attrice non protagonista per Ritorno a Cold Mountain
  - 2005 – Candidatura alla migliore attrice in un film commedia o musicale per Che pasticcio, Bridget Jones!
  - 2007 – Candidatura alla migliore attrice in un film commedia o musicale per Miss Potter
  - 2020 – Migliore attrice in un film drammatico per Judy

- BAFTA
  - 2002 – Candidatura alla migliore attrice per Il diario di Bridget Jones
  - 2003 – Candidatura alla migliore attrice per Chicago
  - 2004 – Migliore attrice non protagonista per Ritorno a Cold Mountain
  - 2020 – Migliore attrice per Judy

- Screen Actors Guild Award
  - 1997 – Candidatura alla miglior attrice non protagonista per Jerry Maguire
  - 2002 – Candidatura alla miglior attrice per Il diario di Bridget Jones
  - 2003 – Miglior cast per Chicago
  - 2003 – Migliore attrice per Chicago
  - 2004 – Migliore attrice non protagonista per Ritorno a Cold Mountain
  - 2020 – Migliore attrice per Judy

## Doppiatrici italiane
Nelle versioni in italiano delle opere in cui ha recitato, Renée Zellweger è stata doppiata da:
- Giuppy Izzo in La voce dell'amore, Il diario di Bridget Jones, Chicago, Abbasso l'amore, Ritorno a Cold Mountain, Che pasticcio, Bridget Jones!, Cinderella Man - Una ragione per lottare, Miss Potter, In amore niente regole, Appaloosa, New in Town, Case 39, My One and Only (ridoppiaggio), Bridget Jones's Baby, Diverso come me, Judy, What/If, The Thing About Pam
- Chiara Colizzi in Il mondo intero, Il gioco dei rubini, Io, me & Irene, Una doppia verità
- Eleonora De Angelis in Non aprite quella porta IV, Lo scapolo d'oro
- Giò Giò Rapattoni in Betty Love, Bridget Jones - Un amore di ragazzo
- Rossella Acerbo in Love e una 45
- Ilaria Stagni in Empire Records
- Georgia Lepore in Jerry Maguire
- Laura Lenghi in L'impostore
- Roberta Paladini in White Oleander
- Jasmine Laurenti in My One and Only

Da doppiatrice è sostituita da:
- Eleonora De Angelis in King of the Hill
- Laura Cosenza in Shark Tale[9]
- Daniela Calò in Bee Movie